# Malacoda (rivista)
Malacoda (sottotitolo Bimestrale di varia umanità edito in Parma) è stata una rivista culturale edita a Parma dal 1985 al 2002.
Nel primo numero (maggio-giugno 1985) il direttore Gian Carlo Mezzadri spiega l'origine del nome, che si rifà al diavolo dantesco Malacoda: 
«Questo periodico, il cui nome vuole esprimere una visione del mondo non sempre conforme alle opinioni oggi predominanti .... vuole essere una rivista di uomini liberi che liberamente esprimono il proprio pensiero di fronte al mondo di ieri e di oggi.»
Il prezzo di vendita è stato per alcuni anni di Lire 5000 a fascicolo, ma in seguito la rivista è stata distribuita gratuitamente a biblioteche e librerie di Parma e provincia.
Nel 1989 è stato distribuito un allegato con gli indici delle prime quattro annate (1985-1988) a cura di Roberto Lasagni (per autore, per argomento, analitico).
L'ultima di copertina riportava sempre la citazione latina « Trahit Sua Quemque Voluptas » (ognuno è attratto dal proprio piacere), tratta dalle Egloghe di Virgilio (II, 65). 
Nei primi due anni (1985-1986) la rivista era stampata dalla "Tipo-Lito La Nazionale", Parma, in seguito dalla "Tecnografica s.n.c.", Parma.  
L'ultimo numero è uscito in marzo 2002 (N. 101, marzo-agosto), dopodiché la rivista ha cessato le pubblicazioni.